# The Champs
The Champs (рус. «Чемпионы») — американская музыкальная инструментальная группа конца 1950-х годов. Наиболее известна по своей композиции «Tequila».
В 2001 году сингл группы The Champs с песней «Tequila» (вышедший в 1958 году на лейбле Challenge Records) был принят в Зал славы премии «Грэмми».

## Участники
- Чак Рио (Дэнни Флорес) — саксофон, вокал
- Дейв Баргес — гитара
- Дейл Норрис — гитара, клавишные
- Боб Моррис — бас
- Дин МакДенил — бас
- Джин Олден — барабаны
- Пол Саенс — гитара
- Бенджамин Ван Норман — бас

## Дискография
- См. статью «The Champs § Singles» в английском разделе.

## Достижения
- Премия «Грэмми» за лучшую работу в жанре R&B
- Зал славы премии «Грэмми»